# Oversvømmelsen i Nordkorea 2012
Oversvømmelsen i Nordkorea 2012 var en oversvømmelse, der begyndte 18. juli 2012   i Nordkorea. Pr. 3. august 2012 havde den kostet 119 mennesker livet  og gjort ca. 63.000 mennesker hjemløse, hvor de fleste kom fra provisen Sydpyongang . Oversvømmelsen skyldtes, at landet i en uges tid havde været ramt af tyfoner og skybrud, hvilket desuden ødelagde tusindvis af hektar landbrugsjord, således, at landet i begyndelsen af august måtte anmode omverdenen om nødhjælp pga. fødevaremangel.
Oversvømmelserne ødelagde derudover 300 offentlige bygninger og tres fabrikker.